# Gordon Kämmerer
Gordon Kämmerer (* 1986 in Eisenach) ist ein deutscher Schauspieler und Regisseur.

## Leben
Nach seiner Kochlehre und Zeit als Regieassistent am Hans Otto Theater in Potsdam in der Spielzeit 2007/08, studierte Gordon Kämmerer am Schauspielinstitut „Hans Otto“ an der Hochschule für Musik und Theater „Felix Mendelssohn Bartholdy“ Leipzig Schauspiel. 2012 schloss Kämmerer das Studium ab und wandte sich dem Film zu. Parallel dazu studierte er an der Hochschule für Schauspielkunst „Ernst Busch“ Berlin Regie und schloss 2016 mit einem Diplom ab. Außerdem studierte er zwei Semester Philosophie und Allgemeine und Vergleichende Literaturwissenschaft an der FU-Berlin.
Für seine Rolle in Dessau Dancers, der 2014 veröffentlicht wurde, erhielt Kämmerer beim Filmkunstpreis Sachsen-Anhalt 2015 eine Auszeichnung als Bester Nachwuchsdarsteller. In der Serie Die Spezialisten – Im Namen der Opfer spielte er in der Auftaktfolge im Februar 2016 Gerd Zarske. In der Tatort-Folge Ein Fuß kommt selten allein, die im Mai 2016 erstmals ausgestrahlt wurde, spielte Kämmerer den Tänzer Jonas Körner. Für seine Rolle als Till im Film Rakete Perelman wurde Kämmerer beim Filmfestival Max Ophüls Preis 2017 als Bester Nachwuchsschauspieler nominiert.
2015 wurde Kämmerer mit seiner Uraufführungsinszenierung  „Das Tierreich“ von Nolte/Decar zum renommierten Radikal Jung Festival am Münchner Volkstheater eingeladen. Weitere prägende Inszenierungen waren 2013 „Haarmann“ von Marius von Mayenburg am Deutschen Theater Berlin, 2016 „Die Räuber“ von Friedrich Schiller sowie die Uraufführung „Der Herzerlfresser“ von Ferdinand Schmalz am Schauspiel Leipzig und „Kasimir und Karoline“ von Ödön von Horváth am Theater Dortmund, 2017 „Hannover - Eine Stadt will nach oben“ am Schauspiel Hannover, „Biedermann und die Brandstifter/Fahrenheit 451“ nach Max Frisch und Ray Bradbury am Theater Dortmund, 2018 „Wolfserwartungsland“ von Florian Wacker am Schauspiel Leipzig, „Tartuffe“ nach Molière am Theater Dortmund, 2019 „Nacht ohne Sterne“ von Bernhard Studlar und „Fluss, stromaufwärts“ von Alexandra Pâzgu am Schauspiel Leipzig. Langjährige Arbeitsverbindungen bestehen zwischen dem Kostümbildner Josa Marx und dem Komponisten und Schauspieler Max Thommes.
2020 drehte Kämmerer mit „Die Waldgänger“ sein Langfilmdebüt als Filmregisseur. Die Mockumentary erzählt über das Proben am Theater in Zeiten von Corona, wo er neben der Regie die Rolle des Regisseurs Thorben übernahm. Marie Rathscheck spielte die Rolle der "Ari", Kat Kaufmann und Max Thommes waren für die Filmkomposition zuständig. Knut Elstermann interviewte ihn bei radio eins über die Dreharbeiten.
Gordon Kämmerer wird vertreten durch die Agentur Schaefersphilippen Theater und Medien Köln. Er lebt und arbeitet in Berlin.

## Filmografie (Auswahl)
- 2014: Dessau Dancers
- 2014: Kill Me with a Kiss (Kurzfilm)
- 2015: SOKO Köln (Fernsehserie; Episode Blutspuren)
- 2016: Die Spezialisten - Im Namen der Opfer (Fernsehserie; Episode Der verlorene Sohn)
- 2016: Tatort: Ein Fuß kommt selten allein
- 2017: Rakete Perelman
- 2017: SOKO Köln (Fernsehserie; Episode Blutgeld)
- 2018: Notruf Hafenkante (Fernsehserie; Episode Verbotene Liebe)

## Auszeichnungen und Nominierungen
Filmkunstpreis Sachsen-Anhalt
- 2015: Auszeichnung als Bester Nachwuchsdarsteller für Dessau Dancers

Filmfestival Max Ophüls Preis
- 2017: Nominierung als Bester Nachwuchsschauspieler für Rakete Perelman